# Life with My Sister Madonna
Life with My Sister Madonna es una biografía escrita por el coreógrafo, bailarín y director de gira Christopher Ciccone y la autora Wendy Leigh, publicado el 14 de julio de 2008 por Simon Spotlight Entertainment. Considerado un libro testimonial, son memorias sobre la relación de Ciccone con su hermana, la artista estadounidense Madonna, y detalla momentos personales con la cantante y aspectos desconocidos de su vida. La relación entre ambos había empeorado con los años, luego de que se negara a contratarlo como director de su gira Drowned World Tour de 2001. Escribir el libro fue una catarsis para Ciccone, quien contactó a Leigh y desarrollaron el trabajo en secreto; Simon Spotlight Entertainment aceptó publicarlo tras realizarse una subasta entre numerosas editoriales.
Madonna, que no estaba al tanto del proyecto, se molestó pero no pudo detener la publicación. Simon Spotlight Entertainment vendió el libro «a ciegas» a los minoristas, con la expectativa de que crearía un revuelo mediático dado el contenido y la naturaleza de las memorias. En términos generales, recibió reseñas negativas a variadas de la crítica literaria, que reprobó el contenido y consideró irónico que Ciccone usara el nombre de Madonna para beneficiarse mientras que al mismo tiempo la criticaba. Sumado a ello, otros periodistas creyeron que no reveló nada notable. Desde el punto de vista comercial, ingresó en el segundo puesto de la categoría no-ficción en la lista de los más vendidos de The New York Times y vendió 35 000 copias.

## Resumen
El libro se divide en diferentes capítulos de la vida de Madonna, con títulos como «Spoiled Daddy's Girl», «The Punk Drummer», «The Raunchy Boy Toy», «Material Girl», «Mrs. Sean Penn», «Warren Beatty's Glamorous Hollywood Paramour», «Loving Mother», «Mrs. Guy Ritchie» y «English Grande Dame».
La biografía inicia en la ciudad de Londres, con el primer concierto de la gira de Madonna The Girlie Show World Tour en septiembre de 1993. A partir de ahí, se describe la infancia de Ciccone y su hermana juntos, los juegos en los huertos de su padre y la muerte de su madre. Reflexiona sobre trabajar con Madonna, desde el videoclip del sencillo «Lucky Star» (1983) hasta el Girlie Show. También detalla las relaciones que mantuvo con los actores Sean Penn y Warren Beatty y con el director de cine británico Guy Ritchie, a quien critica por sus comentarios homófobos hacia él.
Ciccone narra la primera parte de su vida con la cantante e incluye relatos de la primera vez que fumó porro y su primera visita a un bar gay. También recuerda una actuación de su hermana en la escuela, donde vistió un traje provocativo que disgustó a su padre, y desmiente la historia de que llegó a Nueva York con solo 35 dólares en sus bolsillos y un par de zapatillas de ballet. Finaliza con un epílogo que enumera todos los logros de la artista y la vida actual de Ciccone, como así también incluye fotografías familiares inéditas y explica cómo ella supuestamente intentó detener la publicación del libro.

## Antecedentes
Christopher Ciccone es el quinto hijo de Silvio Anthony «Tony» Ciccone y Madonna Louise (Fortin de soltera), tras Anthony, Martin, Madonna y Paula. Empezó su carrera artística como bailarín de ella y luego se desempeñó como ayudante de camerino, director artístico, director de gira y decorador de interiores; también trabajó en el documental Madonna: Truth or Dare de 1991. En junio de 2008, Simon & Schuster anunció que Ciccone había escrito unas memorias sobre la cantante, titulado Life with My Sister Madonna. El sello editorial, Simon Spotlight Entertainment, dijo que estaban basadas en «su vida y 47 años de crianza y trabajo con su hermana». Trabajó en la redacción con la autora Wendy Leigh, quien anteriormente había escrito biografías de John F. Kennedy Jr., Eduardo de Wessex y Liza Minnelli y trabajó como escritora fantasma en la autobiografía de Zsa Zsa Gabor.
Antes del lanzamiento, la relación entre ambos había empeorado a partir de 2001, cuando Madonna se negó a contratarlo como su director de gira para el Drowned World Tour, realizado ese año; al respecto, expresó: «Desde el momento que supe que no haría el Drowned World, hasta la boda de ella y Guy, todo se volvió un poco borroso, un período de tiempo oscuro y bastante negativo para mí. Sabes, ella era mi familia. No era cercano a mis otros hermanos, me mudé cuando tenía dieciocho años a Nueva York, así que... ella era mi familia. [...] Estaba solo por primera vez en quince años». Hizo terapia pero se enfrentó a dificultades para vivir su vida separado de la de su hermana, y sintió que estar a la sombra de ella nunca le había permitido lograr una identidad propia. En una entrevista concedida a Chrissy Iley para el Irish Independent, explicó que a menudo había intentado manipularlo para que trabajara gratis o lo obligaba a realizar tareas que no quería, y confesó que se sentía más como un «sirviente» que un hermano. Aun así, seguía a su lado porque era la única forma de vida que tenía y su «única familia», pues tampoco tenía un vínculo cercano con el resto de sus hermanos.

Sin embargo, la relación terminó por completo cuando lo acusó de robo en un correo electrónico, «de estafarla tras veinte años de ser la única persona que no lo había hecho». El libro había resultado para él una catarsis, y gracias a la terapia y al estudio de la Cábala pudo rememorar su trabajo juntos y sentirse «orgulloso de ello y no odiarla por arrastrarme a esto». En otra entrevista, opinó que escribir el libro había sido «un maldito orgasmo gigante. Terapia que ya tuve; esto era puro sexo». Para la revista Vanity Fair, agregó: 
Esto no es un baño de sangre, pero, antes que nada, tenía un deseo increíblemente profundo de redefinirme, y tuve que separarme de Madonna. Estaba cansado de que las personas me miraran y la vieran a ella. Y tal vez fue un poco de ego, pero una vez que me separé de ella y de toda esa máquina y rememoré lo que habíamos hecho, [se convirtió en] una gran historia.

## Desarrollo y publicación

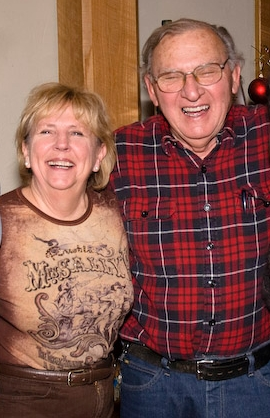
Ciccone dedicó las memorias a su padre Silvio Anthony «Tony» Ciccone y a su madrastra Joan Gustafson (fotografiados en 2009)

Wendy Leigh explicó que el proyecto inició cuando Ciccone se le acercó en Miami en 2007 con la intención de escribir unas memorias. Para ello le mostró una caja con cartas y correos electrónicos que Madonna le había enviado a lo largo de los años, en las que detallaba sobre su matrimonio con Ritchie y los problemas evidentes que enfrentaban en su matrimonio. Leigh notó la cercanía que mantenían ambos y sintió que las cartas «mostraban un lado [de Madonna] que la hizo muy humana», por lo que decidió ayudarle a escribir. Ciccone llegaba secretamente al departamento de Leigh en Key Biscayne (Florida) luciendo algún disfraz y bajo el nombre de Mr. Blake —en referencia al famoso espía inglés— para que nadie se enterara del trabajo. Reveló que hubo varios temas que decidió dejar fuera del material y otros que fueron retirados por los abogados o los editores. Madonna no estaba al tanto del proyecto hasta que Ciccone le pidió fotos familiares a su padre; para ese entonces —alrededor de junio de 2008— no se hablaban desde hacía un año y el libro ya estaba impreso y a solo un mes de su fecha de lanzamiento. Madonna «se volvió loca» con su padre por haberle dado permiso para que se imprimieran las fotografías, e inmediatamente envió un correo electrónico a Ciccone en el que le pedía que se contactara con ella, pero se negó a hacerlo. También llamó a su padre y siguió intentando comunicarse con su hermano —que no respondió ninguna de las llamadas y mensajes— hasta que los representantes legales de la artista intentaron detener la publicación.
Se realizó una subasta entre numerosas editoriales en una galería que Leigh alquiló en Nueva York. Allí se les dio una lista con cien razones por las que el libro era diferente a las anteriores biografías de Madonna, y al final Simon Spotlight Entertainment, división de Simon & Schuster, aceptó publicarlo. En un principio se llamaría The Queen and I, pero los editores pensaron que era «demasiado sarcástico» y al final quedó con el título actual. SSE lo vendió «a ciegas» a los minoristas, sin revelar el título ni el nombre del autor ni el tema, con la expectativa de que crearía un revuelo mediático dado el contenido y la naturaleza de las memorias. Ciccone dedicó el libro a su padre Tony y a su madrastra, Joan Gustafson, a quien siempre consideró una madre. Salió a la venta el 14 de julio de 2008 en formato tapa dura; contenía 342 páginas y el diseño estuvo a cargo de Linda Dingler. El 3 de marzo de 2009 se editó en tapa blanda a través de Gallery Books y en ese año también estuvo disponible en otros idiomas, en CD audio por Simon & Schuster Audio y en edición Kindle. Bajo el título Vivir con mi hermana Madonna, en los países de habla española la editorial fue Libros Cúpula, del Grupo Planeta, y se editó en abril de 2009 con 366 páginas. Con una tirada inicial de 350 000 copias, llegó a vender 35 000 según Nielsen BookScan un mes después de su primera edición. El 3 de agosto de 2008, ingresó en el segundo puesto de la categoría no-ficción en la lista de los más vendidos de The New York Times, detrás de When You Are Engulfed in Flames de David Sedaris. Permaneció en total cinco semanas hasta el 31 de ese mes, cuando estuvo por última vez en el puesto quince. Por su parte, en Reino Unido llegó a lo más alto del ranking nacional de los más vendidos, a pesar de que Ciccone no concedió muchas entrevistas promocionales.

## Recepción crítica

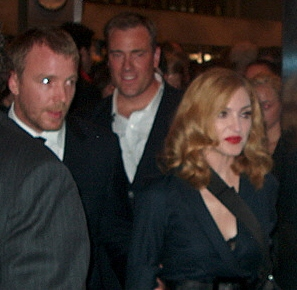
Madonna y su entonces esposo Guy Ritchie (izquierda) en septiembre de 2005. Ciccone lo etiquetó como un homófobo en la biografía

En términos generales, Life with My Sister Madonna obtuvo comentarios negativos de los periodistas y críticos literarios. Barbara Ellen de The Observer comentó que Sissie Dearest habría sido un título mejor y sintió que fue una «oportunidad perdida» para que Ciccone publicara unas «memorias de miseria» sobre el abuso que sufrió a manos de Madonna. Consideró que podría haber escrito detalles que nadie conocía, pero en su lugar decidió reflexionar sin éxito su relación con la artista. Para finalizar, lo llamó un «ensayo demasiado largo e involuntariamente hilarante sobre la obsesiva envidia y resentimiento de un hermano hacia su famosa hermana imperfecta pero talentosa». Para la sección Digested read («Lectura resumida»), John Grace de The Guardian parodió el estilo de redacción de Leigh y Ciccone y sugirió que este último «no tenía sentido de sí mismo y mucho menos perspicacia, eso me supera totalmente. Así que me he conformado con quejarme de esa diva mediocre a quien realmente adoro». Alex Altman de Time observó que la narración se centró menos en la vida de Madonna y más en la de Ciccone, que se describe como el «felpudo» de la cantante. Agregó que, básicamente, la publicación se relegó a ofrecer «un vistazo a un hombre que todavía lucha con la vertiginosa fama de su hermana. [...] Pero es difícil reunir un montón de simpatía por un tipo que se beneficia espléndidamente del trabajo sucio hacia su propia hermana, a pesar de cuán miserablemente lo haya tratado». Giles Hattersley, de The Times, elogió el deseo de Ciccone de publicar unas memorias reveladoras, pero creyó que fracasó, ya que la mayor parte del libro mostró amargura por nunca ser mejor que Madonna.
Un artículo en New York aseguró que el autor se beneficiaría económicamente con el libro al incluir el mismo contenido que ya se sabía de la cantante, y finalizó: «Si alguien escribe un libro sobre cómo Madonna tiene un matrimonio perfecto, no tiene ego, no le importa el dinero y tiene la personalidad de la Madre Teresa, entonces reaccionaremos y prestaremos atención. Hasta entonces, ¡déjennos en paz!». Nicholas Fonseca de Entertainment Weekly, quien le otorgó una «C+», compartió esa opinión: lamentó que no se enfocara más en sus infancias en Míchigan, que permanece como la parte «menos documentada» de su vida, e incluyera en su lugar  declaraciones «demasiado obvias» que no sorprenderían a nadie. Además, admitió que aunque tenía momentos humorísticos «surrealistas», todo eso estuvo contrarrestado por sus intentos de «psicoanalizar» a la artista, lo que le pareció «un ejercicio ridículo dado que ya es la mujer más sobreexpuesta de su generación». Nathan Rabin de The A.V. Club le pareció «malicioso, mezquino y mal intencionado» y mencionó que seguía el tema general de todas las memorias reveladoras escritas por alguien «resentido». Asimismo, criticó que usara los «preciados recuerdos» de su madre para criticar a su hermana: «Le ruega a los lectores que imaginen exactamente lo que su madre profundamente religiosa y sagrada [...] pensaría del exhibicionismo desvergonzado de Madonna y de sus conciertos obscenos. La consecuencia, por supuesto, es que estaría horrorizada por la depravación de Madonna, pero se sentiría orgullosa de que su hijo gay escribiera un libro que lo muestra inhalando cocaína con varias súper celebridades». Para finalizar, dijo que si bien ella se muestra «fría, distante, ambiciosa y calculadora», defendió sus actitudes dado que esas son las características necesarias para las superestrellas, mismas que hicieron que dejara «una gran huella en la cultura pop», mientras que Ciccone «solo ha aportado una suma mediocre a la triste literatura de los aduladores distanciados que despotrican, de manera impotente e insoportable, contra las superestrellas que les hicieron mal». Molly Friedman de Gawker expresó que solo ayudó a mejorar la reputación de Madonna como una «chica mala», que ya no estaba figurando en su repertorio por un largo tiempo. También estimó que las supuestas revelaciones prometidas por el autor en el libro parecían bastante monótonas en comparación con la cultura de los famosos de hoy.
En comentarios más favorables, Susanah Cahalan del New York Post lo llamó «mordaz y entretenido». Destacó una de las partes del libro cuando describe el desagrado que sentía hacia el entonces esposo de Madonna, Guy Ritchie, al describirlo como un homófobo, y notó que al final la redacción se vuelve más melancólica. Miranda Sawyer de The Guardian acordó que Ciccone era «naturalmente cruel» en el libro, aunque ofrecía algunas historias buenas. En su reseña para el Daily Telegraph, John Preston señaló que lo que «salvó» al libro de haber sido otro «chaparrón de hostilidad» fue la sinceridad, pues aclaró que el autor fue lo suficientemente honesto sobre sus propias fallas como lo fueron las de su hermana. Concluyó: «¿Es todo cierto? Suena bastante plausible, a excepción de una pieza estruendosa de autoengaño. "Cualquier rencor que sentí por mi hermana se ha evaporado por completo", escribe para concluir. No lo creo. Quizá percolado, o fermentado ciertamente, pero evaporado, nunca». De manera similar, Lee Randall de The Scotsman sostuvo que si bien la obra no era más que «egoísta, Ciccone se detiene y examina su propio comportamiento y motivos viles». Sumado a ello, afirmó que era una lectura imprescindible para «los amantes de los chismes» y lo nombró «alegre y fascinante». Pese a que Sebas E. Alonso de Jenesaispop criticó la redacción y señaló que no estaba bien documentado en algunas partes, recalcó varias frases «impagables» dentro del libro y concluyó que tenía «interesantes afluentes» y era «imprescindible también para los que viven relaciones de amor y odio con sus hermanos, que no son pocos».

## Consecuencias

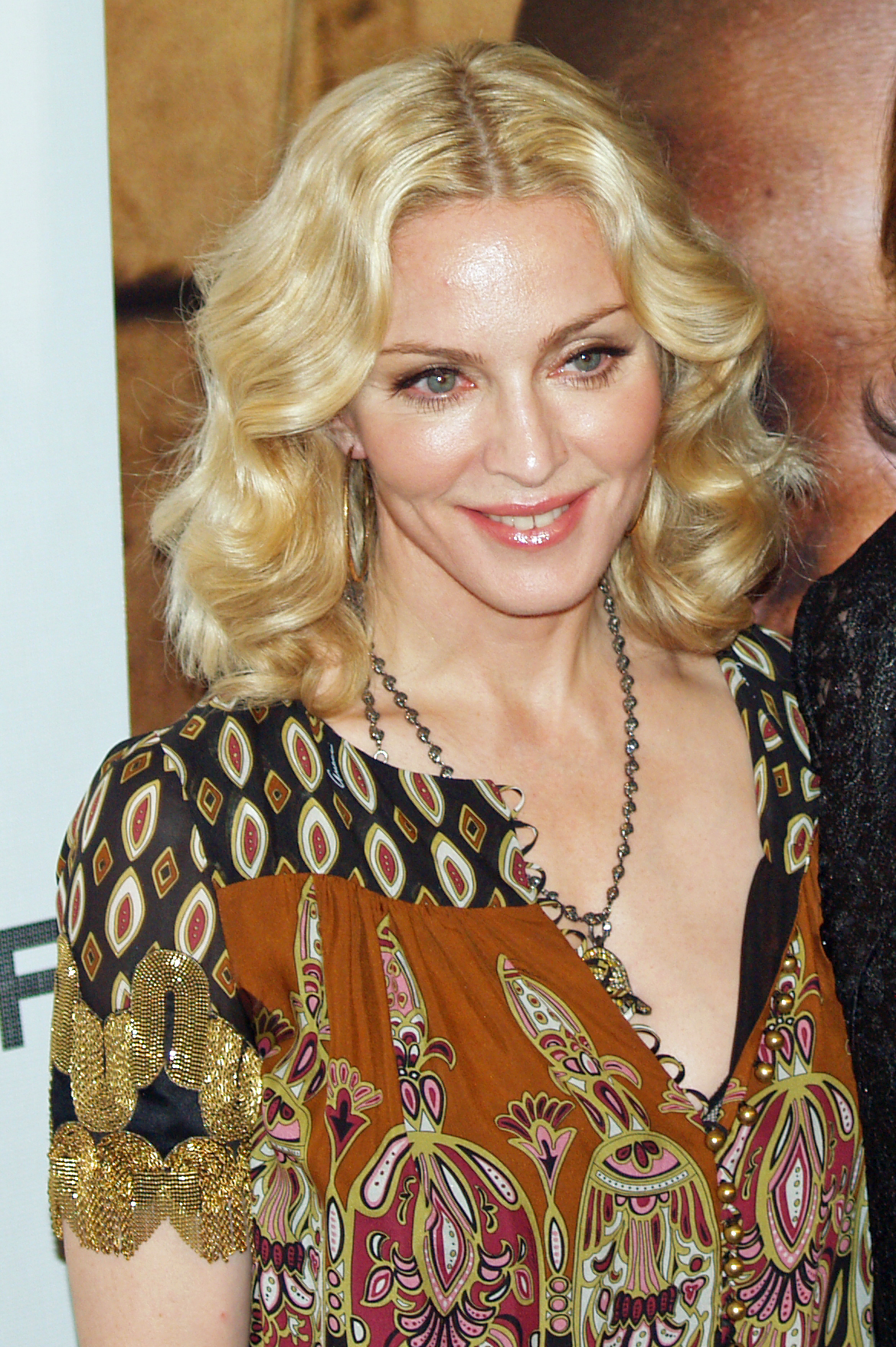
Madonna (fotografiada en 2008) expresó su molestia por el lanzamiento del libro y la relación con Ciccone se volvió irreconciliable

Ciccone sabía que una vez que se editara la biografía el vínculo con Madonna ya no sería el mismo y no se hablarían por un tiempo. Tras el lanzamiento, Liz Rosenberg, portavoz de la artista, afirmó a Associated Press que estaba «muy molesta» de que publicase un libro basado en su vida y que no lo había leído. Señaló además que la relación ya no era cercana ni amorosa y puso fin a cualquier posibilidad de que se reconciliasen alguna vez. Ritchie también comentó sobre las acusaciones de que él era homófobo, y dijo: «El pobre sujeto lo escribió por desesperación. No creo que sea inteligente comentar sobre eso. No puedo dar demasiada equidad en relación a lo que el tipo va a escribir en ese libro. Pero sería muy difícil ser homófobo y casarse con Madonna». Por su parte, Leigh sostuvo que, hasta el final, Ciccone tenía la certeza de que a nadie le interesaría el libro ni tendría un editor, más bien, todo el asunto «no le parecía real».
En defensa de los comentarios, Ciccone expresó que su intención no había sido «lastimarla», sino que lo veía como «una suerte de celebración de la vida que tuvimos juntos». También reconoció que no tomó en cuenta las críticas que recibió y que la única opinión que realmente le importó fue la de su padre —que había sido la primera persona que lo leyó antes de que se pusiera a la venta— cuya respuesta fue aprobatoria. Cuando se le preguntó si había valido la pena escribir la biografía, respondió: «Sí. Es una delgada línea escribir un libro de esta naturaleza. Puedes destruir tu carrera por completo. Pero creo que, porque no es un libro despiadado, la gente lo está leyendo, así que merece la pena. Y lo más importante, no destrocé a nuestra familia». Nueve años después de su lanzamiento, reveló en otra entrevista con The Sun que estaba «sanando» la relación con la artista con la ayuda de su padre, Tony, y que habían «superado» el conflicto, aunque confirmó que no volvería a trabajar con ella nuevamente. Agregó que habían hablado cuando visitó el viñedo de su padre y que retomaron el contacto por correos electrónicos. Finalizó: «Para mí ya pasó, pero sé que a Madonna le gusta guardar rencor. No hay nada que pueda hacer al respecto».